# بارطشية رقيقة
بارطشية رقيقة (الاسم العلمي: Bartsia tenuis) هي نوع من النباتات يتبع جنس البارطشية من الفصيلة الهالوكية.